# بنفسج أنيق
بنفسج أنيق (الاسم العلمي:Viola elegantula) هو نوع من النباتات يتبع جنس البنفسج من فصيلة البنفسجية.